# Rohan Abeyaratne
Rohan Abeyaratne (em cingalês:  රොහාන් අබේරත්න; Sri Lanka, 7 de outubro de 1952) é um engenheiro mecânico estadunidense nascido no Sri Lanka. É professor da Cátedra Quentin Berg de Mecânica do Instituto de Tecnologia de Massachusetts (MIT).
Obteve o BSc em engenharia mecânica na Universidade do Sri Lanka em 1975. Obteve um MSc (1976) e um PhD (1979) no Instituto de Tecnologia da Califórnia.
Abeyaratne foi chefe do Departamento de Engenharia Mecânica do MIT de 2001 a 2008.
Abeyaratne recebeu a Medalha Daniel C. Drucker da Sociedade dos Engenheiros Mecânicos dos Estados Unidos (ASME) em 2010. Em 1996 foi eleito fellow da American Academy of Mechanics e eleito mais tarde seu presidente.

## Publicações selecionadas
- Evolution of Phase Transitions. A Continuum Theory, Cambridge University Press, 2006 (com with J.K. Knowles)
- Lecture Notes on The Mechanics of Elastic Solid (free e-book)
- Volume I: A Brief Review of Some Mathematical Preliminaries, 2006
- Volume II: Continuum Mechanics, 2012